# Adrian Jardine
Adrian Jardine (23 de agosto de 1933) é um velejador britânico, medalhista olímpico. Ele competiu nos Jogos Olímpicos de Verão de 1968 na classe 5.5 Metre e conquistou a medalha de bronze, ao lado de Robin Aisher e Paul Anderson.
Depois de completar seu treinamento de oficial na Royal Military Academy Sandhurst, Jardine foi designado para o Corpo de Engenheiros Reais do Exército Britânico em agosto de 1954. No exército ele ascendeu ao posto de capitão.